# کاپا توکان
کاپا توکان یک ستاره است که در صورت فلکی توکان قرار دارد.